# Anthurium pendens
Anthurium pendens är en kallaväxtart som beskrevs av Thomas Bernard Croat. Anthurium pendens ingår i släktet Anthurium och familjen kallaväxter. Inga underarter finns listade.